# CGTN
"CGTN", antes conocido como CCTV-News, CCTV-9 English News, es un canal de noticias en idioma inglés las 24 horas, de la red de canales de la Televisión Central de China (CCTV). El canal nació de CCTV Internacional, que fue lanzado el 15 de septiembre de 2000. CCTV-News incluye noticieros, reportajes, y programas de comentarios, así como presentaciones. Está dirigido a la audiencia inglesa a nivel mundial y llega a más de 85 millones de espectadores, en más de 100 países y regiones; es llevado por cable, DTH, IPTV, y las plataformas de TV terrestre e Internet.
CCTV comenzó la programación en inglés el 1 de enero de 1979 con bloques en CCTV-2 en 1984 y en CCTV-4 en 1991, el 15 de septiembre de 2000 CCTV-News se lanzó como un canal aparte las 24 horas en idioma inglés. CCTV-News entró en el mercado de Estados Unidos por cable el 1 de enero de 2002 como parte de un acuerdo con AOL, Time Warner. Después de la puesta en marcha del servicio de 24 horas, el canal se ha renovado varias veces.
CGTN afirma que su audiencia global es de 45 millones.
El nombre del canal de CCTV-9 English News cambió a CCTV-News a las 19:00 p. m. (hora de Pekín) el 26 de abril de 2010. Algunos programas fueron renombrados, mientras que otros programas se han añadido.